# Jared McCann
Jared McCann (* 31. května 1996) je profesionální kanadský hokejový útočník momentálně hrající v týmu Seattle Kraken v severoamerické lize NHL. V březnu 2022 se Seattlem podepsal pětiletou smlouvu, díky které si přijde na 5 milionů dolarů ročně. McCann byl draftován roku 2014 v 1. kole jako 24. celkově klubem Vancouver Canucks.

## Statistiky

### Klubové statistiky
| Sezóna      | Klub                        | Soutěž      |     | Základní část | Základní část | Základní část | Základní část | Základní část |   | Play off | Play off | Play off | Play off | Play off |
| Sezóna      | Klub                        | Soutěž      | Z   | G             | A             | B             | TM            | Z             | G | A        | B        | TM       |          |          |
| 2012–13     | Sault Ste. Marie Greyhounds | OHL         | 64  | 21            | 23            | 44            | 35            | 1             | 0 | 0        | 0        | 0        |          |          |
| 2013–14     | Sault Ste. Marie Greyhounds | OHL         | 64  | 27            | 35            | 62            | 51            | 9             | 2 | 5        | 7        | 4        |          |          |
| 2014–15     | Sault Ste. Marie Greyhounds | OHL         | 56  | 34            | 47            | 81            | 27            | 14            | 6 | 10       | 16       | 12       |          |          |
| 2015–16     | Vancouver Canucks           | NHL         | 69  | 9             | 9             | 18            | 32            | —             | — | —        | —        | —        |          |          |
| 2016–17     | Florida Panthers            | NHL         | 29  | 1             | 6             | 7             | 4             | —             | — | —        | —        | —        |          |          |
| 2016–17     | Springfield Thunderbirds    | AHL         | 42  | 11            | 14            | 25            | 55            | —             | — | —        | —        | —        |          |          |
| 2017–18     | Florida Panthers            | NHL         | 68  | 9             | 19            | 28            | 30            | —             | — | —        | —        | —        |          |          |
| 2018–19     | Florida Panthers            | NHL         | 46  | 8             | 10            | 18            | 18            | —             | — | —        | —        | —        |          |          |
| 2018–19     | Pittsburgh Penguins         | NHL         | 32  | 11            | 6             | 17            | 13            | 3             | 0 | 1        | 1        | 0        |          |          |
| 2019–20     | Pittsburgh Penguins         | NHL         | 66  | 14            | 21            | 35            | 17            | 3             | 0 | 1        | 1        | 2        |          |          |
| 2020–21     | Pittsburgh Penguins         | NHL         | 43  | 14            | 18            | 32            | 8             | 6             | 0 | 1        | 1        | 2        |          |          |
| 2021–22     | Seattle Kraken              | NHL         | 74  | 27            | 23            | 50            | 33            | —             | — | —        | —        | —        |          |          |
| 2022–23     | Seattle Kraken              | NHL         | 79  | 40            | 30            | 70            | 14            | 8             | 1 | 2        | 3        | 6        |          |          |
| 2023–24     | Seattle Kraken              | NHL         | 80  | 29            | 33            | 62            | 31            | —             | — | —        | —        | —        |          |          |
| 2024–25     | Seattle Kraken              | NHL         | 82  | 22            | 39            | 61            | 18            | —             | — | —        | —        | —        |          |          |
| NHL celkově | NHL celkově                 | NHL celkově | 668 | 184           | 214           | 398           | 218           | 20            | 1 | 5        | 6        | 10       |          |          |

### Reprezentační statistiky
| Rok                            | Tým                            | Soutěž                         | Z  | G | A | B | TM |
| ------------------------------ | ------------------------------ | ------------------------------ | -- | - | - | - | -- |
| 2013                           | Kanada                         | HGC                            | 5  | 1 | 0 | 1 | 0  |
| 2014                           | Kanada                         | MS-18                          | 7  | 1 | 2 | 3 | 6  |
| 2019                           | Kanada                         | MS                             | 10 | 2 | 3 | 5 | 8  |
| 2024                           | Kanada                         | MS                             | 10 | 3 | 0 | 3 | 2  |
| Juniorská reprezentace celkově | Juniorská reprezentace celkově | Juniorská reprezentace celkově | 12 | 2 | 2 | 4 | 6  |
| Seniorská reprezentace celkově | Seniorská reprezentace celkově | Seniorská reprezentace celkově | 20 | 5 | 3 | 8 | 10 |